# Ukryty wymiar (album)
Ukryty wymiar – debiutancki album studyjny polskiej grupy muzycznej Artrosis. Wydawnictwo ukazało się w 1997 roku nakładem wytwórni muzycznej Morbid Noizz Productions. W 1998 roku sześć utworów z albumu zostało zarejestrowanych w wersji anglojęzycznej. Nagrania ukazały się tego samego roku na minialbumie pt. Hidden Dimension. Płytę wydała firma Morbid Noizz Productions.
Wszystkie dziesięć utworów w wersji anglojęzycznej, również na płycie pt. Hidden Dimension w 1999 roku wydała firma Hall of Sermon. Album Ukryty wymiar został ponownie nagrany w 2000 roku we wrocławskim studiu Fonoplastykon we współpracy z producentem muzycznym Marcinem Borsem. Materiał został wydany w 2001 roku przez firmę Metal Mind Productions. 

## Lista utworów
Opracowano na podstawie materiału źródłowego.
Edycja oryginalna
1. „Lisa” – 2:43
2. „Czarno-białe sny” – 3:56
3. „Taniec” – 3:52
4. „Nazgul” – 4:44
5. „Siódma pieczęć” – 5:19
6. „Rzeka istnień” – 5:01
7. „Żywiołom spętanym” – 6:20
8. „Epitafium” – 6:09
9. „Góra przeznaczenia” – 5:05
10. „Szmaragdowa noc” – 5:56

| Hidden Dimension (1998, Morbid Noizz Productions) |
| --- |
| 1. „Black and White Dreams” – 03:55 2. „Dance” – 03:54 3. „Nazgul” – 04:43 4. „Seventh Seal” – 05:22 5. „Unconfirmed Insurmountable Forces” – 06:18 6. „Emerald Night” – 05:55 |

| Hidden Dimension (1999, Hall of Sermon) |
| --- |
| 1. „Lisa” – 2:43 2. „Black And White Dreams” – 3:56 3. „Dance” – 3:52 4. „Nazguls” – 4:43 5. „Seventh Seal” – 5:23 6. „Rzeka istnien (The River Of Existences)” – 5:04 7. „Unconfined Insurmontable Forces” – 6:19 8. „Epitafium” – 6:09 9. „Góra przeznaczenia (The Mountain Of Destiny)” – 5:05 10. „Emerald Night” – 5:56 |

| Reedycja (2001, Metal Mind Productions) |
| --- |
| 1. „Lisa” – 2:43 2. „Czarno-białe sny” – 3:56 3. „Taniec” – 3:52 4. „Nazgul” – 4:44 5. „Siódma pieczęć” – 5:19 6. „Rzeka istnień” – 5:01 7. „Żywiołom spętanym” – 6:20 8. „Epitafium” – 6:09 9. „Góra przeznaczenia” – 5:05 10. „Szmaragdowa noc” – 5:56 11. „Czarno-białe sny” - 3:44 (utwór dodatkowy) 12. „Taniec” - 3:39 (utwór dodatkowy) 13. „Szmaragdowa noc” - 2:48 (utwór dodatkowy) |

## Twórcy
Opracowano na podstawie materiału źródłowego.

- Magdalena „Medeah” Dobosz – śpiew
- Maciej Niedzielski – instrumenty klawiszowe
- Krzysztof „Chris” Białas – gitara
- Paweł Słoniowski – sesyjnie gitara basowa
- Magdalena Stelmaszczyk – sesyjnie skrzypce
- Piotr Witkowski – inżynieria dźwięku, miksowanie
- Sebastian Lodarczyk – inżynieria dźwięku, miksowanie
- Przemysław Służyński – mastering
- Rafał „Grunthell” Grunt – gitara (reedycja 2001)
- Marcin Pendowski – gitara basowa (reedycja 2001)
- Małgorzata Kogut – sesyjnie skrzypce (reedycja 2001)
- Zbigniew "Inferno” Promiński – perkusja (reedycja 2001, utwory 11, 12)
- Marcin Bors – inżynieria dźwięku, miksowanie, mastering (reedycja 2001)
- Tomasz „Graal” Daniłowicz – okładka, oprawa graficzna (reedycja 2001)